# 동탄목동초등학교
동탄목동초등학교(東灘睦洞初等學校)는 대한민국 경기도 화성시에 있는 공립 초등학교이다.

## 연혁
- 2019년 3월 1일 : 개교
- 2021년 3월 1일 : 제2대 김종구 교장선생님 부임
- 2024년 1월 4일 : 동탄목동초등학교 제 5회 졸업식 (255명)
- 2024년 3월 1일 : 초등학교 59학급, 특수 2학급, 유치원 3학급 편성